# Galgenberg (Leipzig/Markkleeberg)

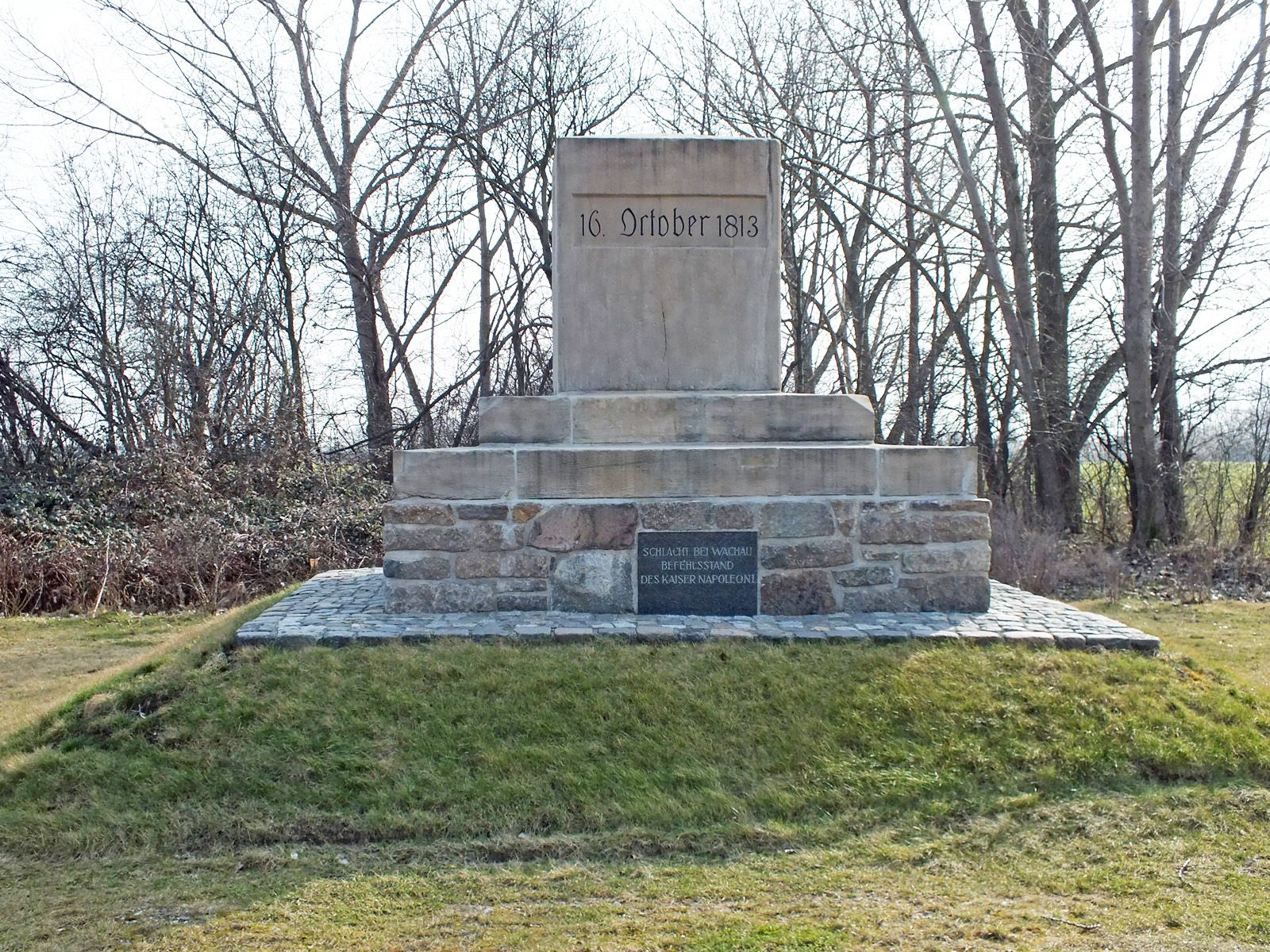
Das Denkmal auf dem Galgenberg (2012)

Der Galgenberg ist eine flache Erhebung auf der Grenze zwischen Leipzig und Markkleeberg. Er ist mit 162,6 m ü. NHN zugleich die höchste natürliche Erhebung im Leipziger Stadtgebiet.

## Lage

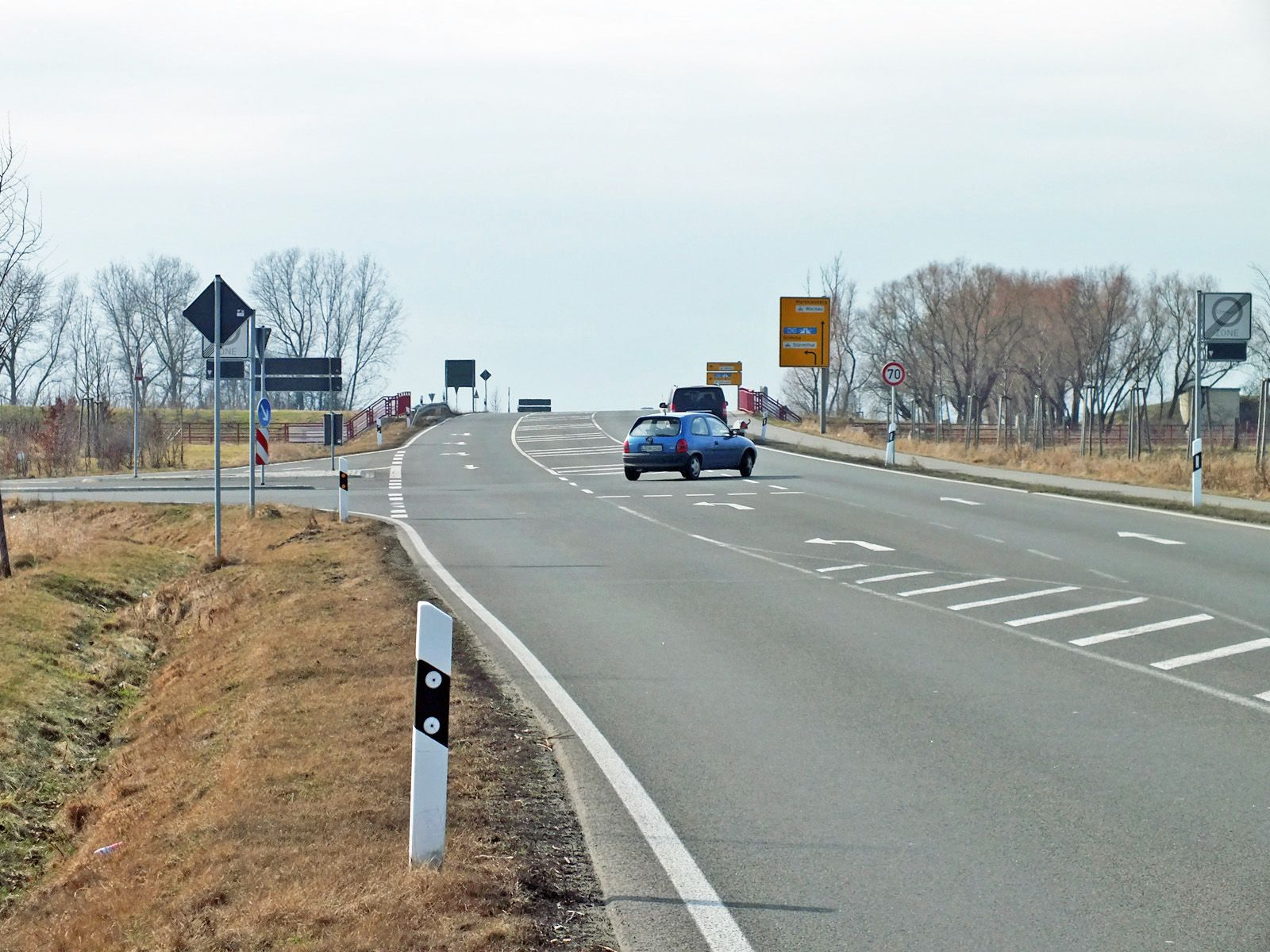
Der Galgenberg von Liebertwolkwitz aus (S 46 / S 242)

Der Galgenberg liegt im Südosten Leipzigs auf den Gebieten des Leipziger Stadtteils Liebertwolkwitz und des Markkleeberger Stadtteils Wachau. Über ihn verläuft die Grenze zwischen der Stadt und dem Landkreis Leipzig. Die Staatsstraße S 46 kreuzt auf ihm die tiefgelegte S 242, den Zubringer zur Autobahn A 38. Der Leipziger Teil des Galgenberges kam 1999 mit der Eingemeindung von Liebertwolkwitz zu Leipzig, der zu Wachau gehörende Teil wurde 1994 nach Markkleeberg eingemeindet.

## Geschichte
Dem Namen nach dürfte der Galgenberg in früherer Zeit wie viele andere Galgenberge in Deutschland eine Stelle der Hinrichtung von Verurteilten gewesen sein.

### Völkerschlacht
Eine besondere Bedeutung erhielt der Galgenberg mit der Völkerschlacht bei Leipzig im Oktober 1813. In Vorbereitung auf die Auseinandersetzungen hatte die französische Armee auf dem Galgenberg ihre Artillerie in Stellung gebracht und nutzte sie im Zusammenhang mit dem Kavalleriegefecht bei Liebertwolkwitz am 14. Oktober 1813.  Hinter dem Sichtschutz des Galgenberges wurde die Gefechtsaufstellung für den 16. Oktober 1813 vorbereitet. Napoleon hatte an diesem Tage hier auf dem Galgenberg seinen Befehlsstand. Obwohl an diesem Tag noch keine Entscheidung fiel, blieb es der südlichste Punkt, den er in der Leipziger Völkerschlacht erreichte. Sein nächster Befehlsstand war am 18. Oktober an der Quandtschen Tabaksmühle, bevor er einen Tag später Leipzig ganz verlassen musste. Am 18. Oktober 1813 standen auf dem Galgenberg bereits die drei Monarchen Franz I. von Österreich, Kaiser Alexander I. von Russland und König Friedrich Wilhelm III. von Preußen, bevor sie ihre Stellung am Monarchenhügel bezogen.

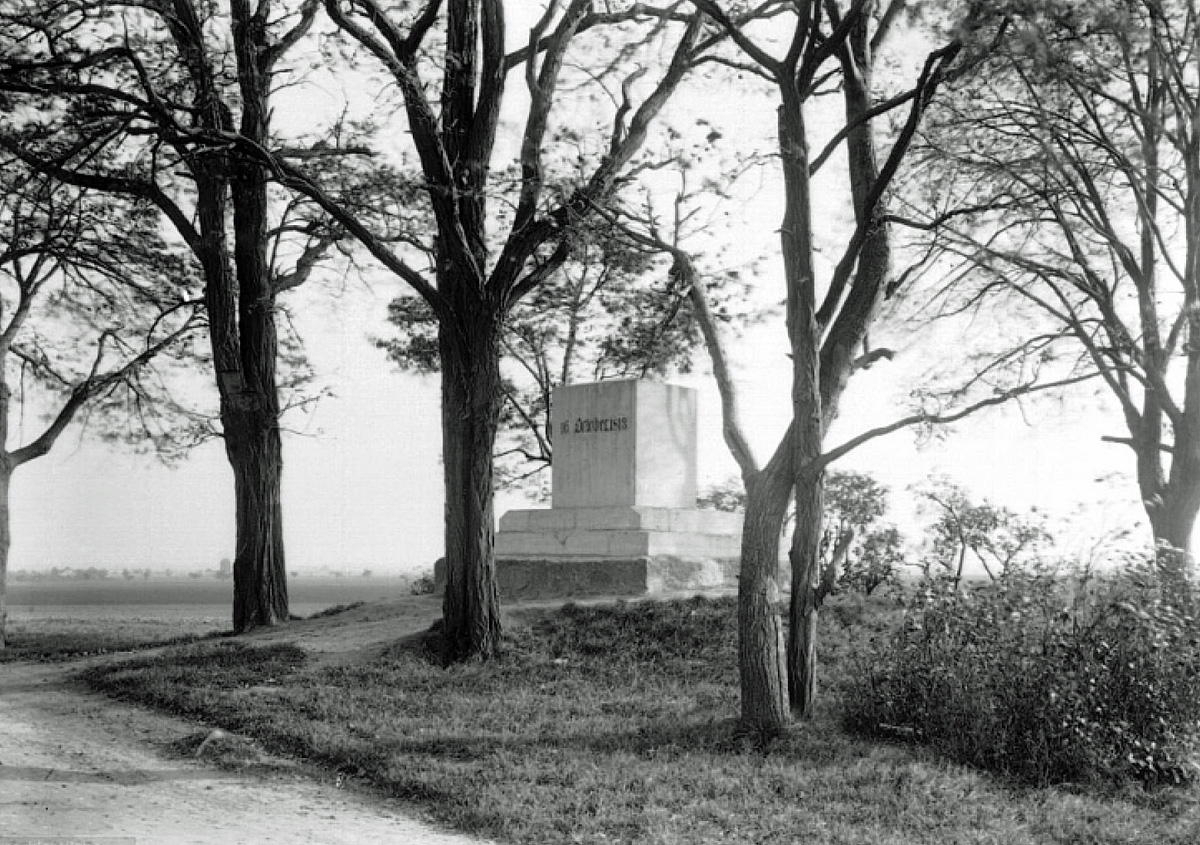
Das Galgenbergdenkmal um 1905
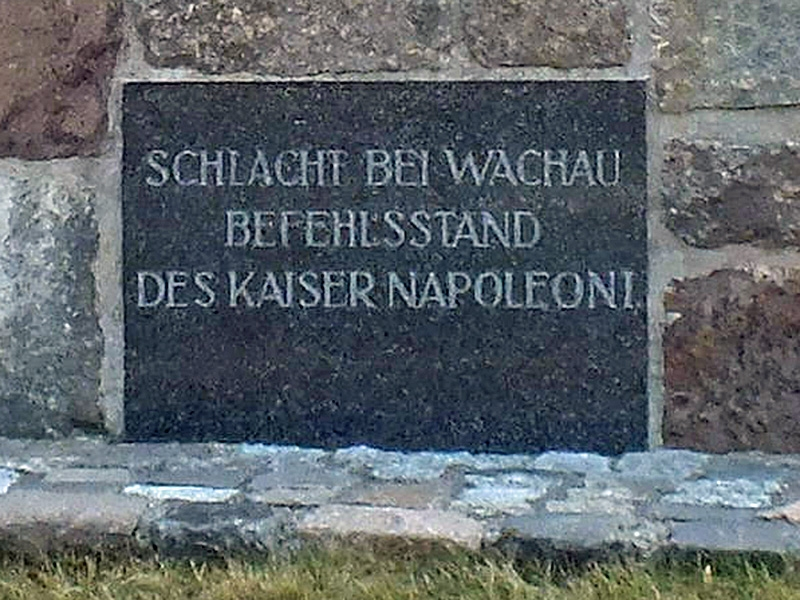
Tafel am Denkmalsockel
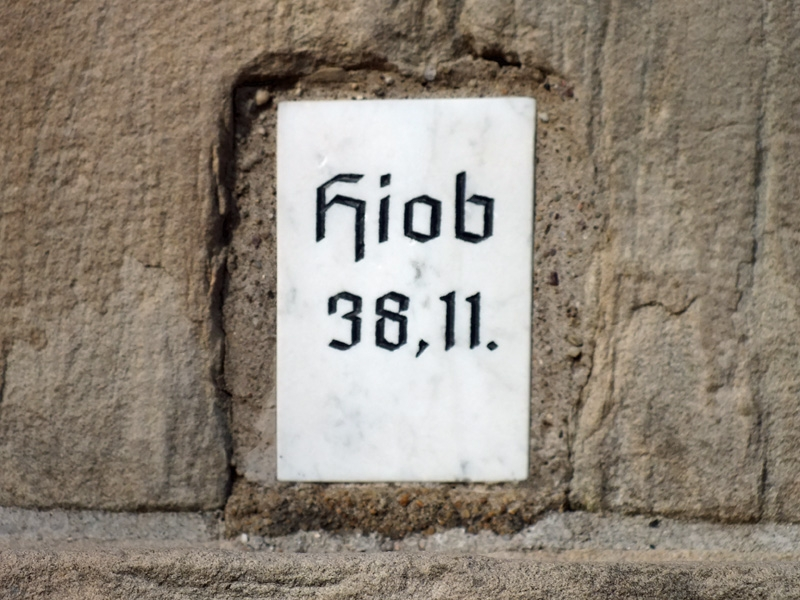
Motto Denkmalrückseite, Hiob 38,11: „Bis hierher und nicht weiter …“

Zur Erinnerung an die Ereignisse der Völkerschlacht errichtete im Jahr 1852 der Leipziger „Verein zur Feier des 19. Oktober“ auf dem Galgenberg ein Denkmal südlich der Straße auf Wachauer Flur. Es ist ein auf einem Stufensockel ruhender Steinquader mit der Inschrift „16. October 1813“. Am Sockel verkündet eine später angebrachte Tafel: „Schlacht bei Wachau Befehlsstand des Kaiser Napoleon I.“ Auf der Rückseite des Denkmals steht auf einer kleinen weißen Marmorplatte nur: „Hiob 38,11“. Dieser Hinweis bezieht sich auf das Bibelzitat: „Bis hierher sollst du kommen und nicht weiter; hier sollen sich legen deine stolzen Wellen!“ (Hiob 38,11), mit dem der Einhalt gemeint ist, der Napoleon hier geboten wurde.

### Triangulation

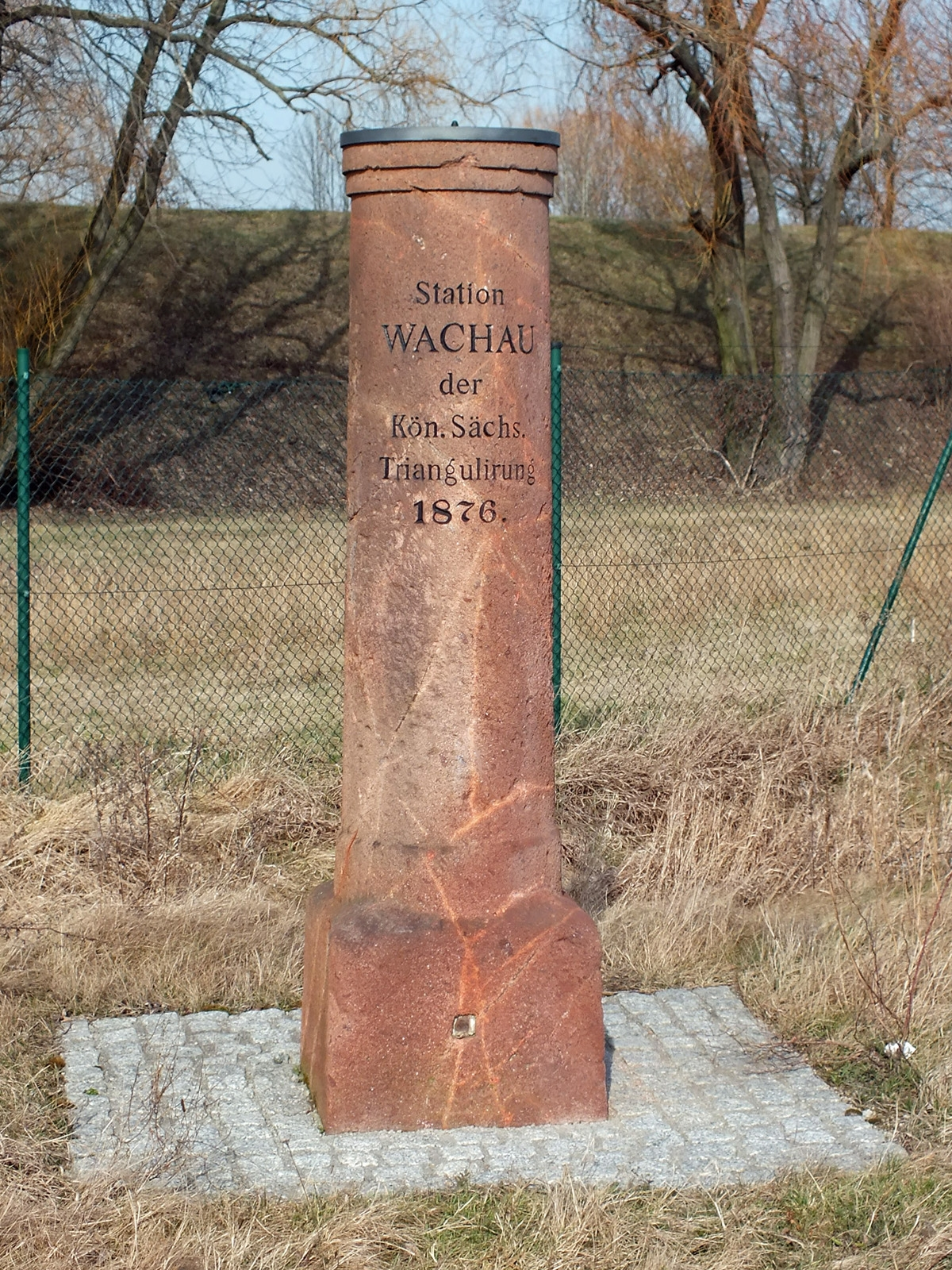
Triangulationssäule, im Hintergrund der Hochspeicher

In den Jahren 1862 bis 1890 wurde im Königreich Sachsen eine Landesvermessung, die Königlich-Sächsische Triangulation durchgeführt, die wegen ihres engmaschigen Messpunktenetzes als eine der fortschrittlichsten in Europa galt. Der Galgenberg war die Station 2. Ordnung Nr. 114 („Station Wachau“, 1876). Eine Säule aus Rochlitzer Porphyr erinnert noch heute an diese Aktion.

### Wasserversorgung
Auf dem Galgenberg wurde 1955–1958 im Leipziger Trinkwassernetz ein großer unterirdischer Hochbehälter mit einem Behältergesamtvolumen von 15.000 m³ angelegt. Dieser stabilisiert als Pufferspeicher zu besonders abnahmestarken Zeiten die Trinkwasserversorgung Leipzigs oder dient dem Notbetrieb beispielsweise bei einem Stromausfall in der Wasserversorgungsanlage der Kommunalen Wasserwerke Leipzig in Probstheida.